# John Gould Moyer
John Gould Moyer, ameriški admiral, * 12. julij 1893, † 21. januar 1976.
Moyer je bil kontraadmiral Vojne mornarice ZDA in guverner Ameriške Samoe med 5. junijem 1942 in 8. februarjem 1944.